# Balanops microstachya
Balanops microstachya är en tvåhjärtbladig växtart som beskrevs av Henri Ernest Baillon. Balanops microstachya ingår i släktet Balanops och familjen Balanopaceae. Inga underarter finns listade i Catalogue of Life.